# Někdy jste tak sami, až to prostě dává smysl
Někdy jste tak sami, až to prostě dává smysl s podtitulem Básně II. 1985–1986 (v anglickém originále You Get So Alone at Times That It Just Makes Sense) je obsáhlá sbírka básní amerického spisovatele a básníka Charlese Bukowského z roku 1986. Je věnována Jeffu Coplandovi.
Česky vydalo knihu v roce 2003 nakladatelství Pragma.

## Obsah
- 1813–1883
- červený mercedes
- do důchodu
- co s tím
- šelmy skákající časem -
- popelnicové životy
- ztracená generace
- není tomu pomoci
- moje nectižádostivá ctižádost
- vzdělání
- v centru L.A.
- další oběť
- zkouška na silnici
- a proto jsou pohřby tak smutné
- zahnán do kouta
- na tahu s Jane
- temnota
- termiti stránky
- užili si
- zastavená hrazda
- eden
- slunnou stranou dolů
- muž v hnědém obleku
- kouzelník, je pryč …
- no tak už to chodí
- chemie věcí
- prasklina
- můj kamarád hlídač parkoviště
- zázrak
- nenaléhavá báseň
- můj první poměr s tou starší ženou
- život na dálnici
- hráč
- p.o. box 11946, Fresno, Calif. 93776
- chudák Al
- pro mé přátele z prestižních univerzit:
- pomoc starým
- zlé časy v hotelu na Třetí a Vermontské ulici
- univerzální plán
- odpad
- jak mizím
- dohodněme se
- 16bitový čip Intel 8088
- nula
- hnití
- přijmu to …
- prý slavný
- poslední panák
- bordel
- rychlý start
- šílená pravda
- projížďka peklem
- pro ty, kdo se ptají:
- zvláštní chlapík
- boty
- káva
- společně
- nejlepší z chovu
- na dosah velikosti
- ohromný krok
- poslední příběh
- přátelé v temnotě
- smrt mi seděla na klíně a hýkala smíchy
- no jo!
- O tempora! O mores!
- odchod velikána
- víno věčnosti
- pravda
- Glenn Miller
- Emily Bukowski
- několik návrhů
- invaze
- těžké časy
- nepatrná šance
- konkrétno
- Gay Paree
- myslel jsem, že to chutnalo hůř než obvykle
- nůž
- nežit
- neuvedeno
- nejsem misogyn
- zámecká paní
- vytrvalý jako tarantule
- jejich noc
- cože?
- je to sranda, no ne? #1
- je to sranda, no ne? #2
- krásná nakladatelka
- o konferenci PEN klubu
- všichni tolik mluví
- já a můj kámoš
- píseň
- trénink
- milostná báseň pro striptérku
- můj parťák
- Jon Edgar Webb
- děkuji vám
- kouzelná kletba
- večírek skončil
- vážně
- únik
- s obojkem na krku
- kočka je kočka je kočka je kočka
- pochod přes Georgii
- je to pryč
- setkávám se se slavným básníkem
- užij si dne
- mizející ostrov
- kouzelný stroj
- dívky, za kterými jsme šli domů
- zlomkovitá poznámka
- obdivovatelé
- tragické setkání
- obyčejná báseň
- od starého opilého psa …
- ať si padají
- pokus o úspěch
- smrt úžasného souseda
- někdy jste tak sami, až to prostě dává smysl
- nakonec to není špatná partička
- toto
- horko
- báseň napsaná pozdě pozdě pozdě
- hrátky ve tři ráno:
- jednoho dne napíšu katechismus pro zchromlého světce, ale mezitím…
- potřebuji pomoc
- klacky a kamení…
- při práci
- pěkně propečený
- náš smích je tišen jejich bolestí
- vražda
- co to dělám?
- nervózní lidé
- co vyjde najevo
- jak se má tvé srdce?
- zapomeňte na to
- ticho
- je to naše

## Význam některých básní
1813–1883
Richard Wagner (1813–1883), potýká se ve své hudbě s bolestí, je citový, bojuje.
Někteří lidé neumírají a jiní nežijí.
do důchodu
Můj otec se cpal vepřovými žebírkami, palačinkami, chilli s fazolemi, bramborovou kaší, jahodovým koláčem, zmrzlinou, zapíjel to vřelou kávou, neustále mluvil o svých plánech v důchodu, až jednoho dne zemřel, když si u dřezu plnil sklenici vodou. Nevynechal jediný den v práci.
popelnicové životy
Vítr je tuto noc ostrý, snad mají kluci, co jsou bez práce na ulici alespoň láhev červeného. Z jejich pohledu jsou zámky na všem.
moje nectižádostivá ctižádost
Otec se řídil všelijakými krátkými rčeními a já netušil, ke komu promlouvá. Považoval jsem ho za trhlého hloupého despotu. Matka mě napomínala: „Henry, poslouchej, co říká tvůj otec!“, ale tyto proslovy u jídla mi jen kazily trávení.
Podle otce jsem byl lempl, ale pokud mělo být lemplovství opakem jeho charakteru, tak jím budu. Škoda jen, že se už nemůže podívat, jak se mi to krásně podařilo.
vzdělání
Ve škole jsem měl problémy se slovy, učitelka s krutou tváří si jednou zavolala matku, aby jí sdělila: „Nic se neučí.“ Matka propukla v pláč a žadonila o další šanci. Seděl jsem a pozoroval tu scénu, dokud učitelka neřekla: „Uvidíme, co se dá dělat“. Cestou domů jsem se od matky dozvěděl, že je otec ze mě velmi zklamaný. Rozhodl jsem se, že se ve škole nic nenaučím.
v centru L. A.
Rozbiješ botou okno ve 3 ráno, prostrčíš dírou hlavu a chechtáš se, šlapka v pokoji zavřeští: „Co to děláš, kreténe!“ Jsi na tahu, ještě zbyl nějaký chlast, je to OK, kontruješ „Nebuď na mne sprostá, ty usraná děvko, nevíš vůbec, s kým tady jsi!“
a ona jen hledí, nevěří, byla zneužitá, tisíckrát využitá,
ale pro mě je květinou, vidím ji předtím, než ji zničily její a jejich lži,
dolévám jí a říkám: „Máš styl, kočko, nejsi jak ostatní“, je třeba tomu jen věřit, rozhodnu se, že ji neojedu, další chlap ji nepomůže a další ženská u mě nehraje roli.
temnota
Na lidstvo padá temnota, dny jsou poznamenané potupami s katastrofálními následky, proces je nekonečný a vládne únava. Vše bylo poraženo vyprahlostí současného snu. Nikdo si neuvědomoval, že úspěch / štěstí / vítězství / apod. musí mít své oběti. Již zbývá velice málo, co by se dalo zabít.
termiti stránky
Většina básníků, které znám, píše uboze. Důvody jsou různé: nikdy nepracovali, vydržuje je matka či manželka, jsou chráněni před realitou a rozumí jen svým nehtům. Jejich slova jsou plytká. V poklidu a v bezpečí pořádají vlastní schůzky, kde předstírají velikost.
BÁSNÍK – to slovo je zprofanované, kdykoli je slyším, zvedne se mi kufr.
užili si
„Hele“, řekla, „nechci nic osobního, odbydem si to, nechci se do ničeho zamotat.“
„Fajn, tak předstírejme, že to máme za sebou, tak se do toho určitě nezamotáme.“
„Co to sakra meleš?“ Mínil tím, že by stejně radši chlastal. Jednu si nalil. „Nejsi ty náhodou buzerant?“ „Ne“ odvětil. „Odvez mě domů“, řekla. „S potěšením.“ V tomto případě se o nic nepřišlo, protože se nic nezískalo. Bylo mu spíše líto milionů jemu a jí podobných.
slunnou stranou dolů
Naděje uhasla. Víme, že jsme poražení. Žvýkej jídlo, čti tisk. Zprávy o lidech. Zprávy lidí o sobě samých. Cosi je špatně.
prasklina
„Podívej se na sebe! Košile propálená od cigaret, jen srkáš to zatracené pivo, jedno za druhým! Už s tebou nemůžu žít! Jsi odporný!“ Zasmál jsem se do láhve, zakuckal se a trochu piva si vycintal na tričko. Práskla dveřmi a byla v trapu. Bylo zvláštní, že jsem se necítil sám.
můj první poměr s tou starší ženou
Zacházela se mnou hrozně, byla mi nevěrná, raněná minulostí – a současností. Zraňovala mne, lhala mi, kradla, nechávala mě. Přesto jsme spolu prožili kus života, i když z jejího pohledu jsem byl jen krátkodobým společníkem. Byla o deset let starší. Když umírala, byl jsem jediný, kdo sedával u jejího lůžka.
univerzální plán
Když se mi nedařilo prosadit se ve spisovatelské dráze, vyměnil jsem tuto uměleckou formu za jinou, soustředil jsem se na pití. I zde jsem se setkával s velkou konkurencí. Pak jsem se stal největším opilcem v naší čtvrti a snad i v celém městě.
odpad
Dostal jsem strašnou nakládačku, vybral jsem si špatně, málem mě zabil. Poté, co jsem odpadl, kopal mě i nadále do hlavy a pak na mě vysypal několik popelnic. Nebyl jsem zdejší.
Probral jsem se nad ránem v dost bídném stavu. Tělo samá modřina a napuchlina. Trochu jsem se zbrchal a chystal se pryč, když jsem spatřil potácejícího se muže. Smrděl smrtí a tmou. Instinktivně jsem mu chtěl pomoci. Prošel kolem mě, jedno oko mu viselo z důlku. Nechal jsem jej projít a vrátil jsem se do svého pokoje. Čekal jsem.
jak mizím
Opuštěný hřbitov byl často jediným místem, kde se dalo v klidu přespat. Když jsem se vrátil do baru, ptali se mě, kde jsem byl, mysleli si, že jsem umřel.
Byl jsem jaksi mimo – i pro ně, potřebovali mě, aby se cítili lépe. Stejně jako já jsem někdy potřeboval
ten hřbitov.
hnití
Často mě napadá, že se tato země vrátila o několik desetiletí nazpátek, vládne lhostejnost – vůči slabým, starým, chudým, bezmocným. Rychlé oslabení. Naše Bomba je naší úzkostí, zatracením a hanbou. Smutek je tak veliký, že nelze ani brečet.
O tempora! O mores!
Prohlížím si erotické časopisy, které dostávám poštou, protože do nich občas přispívám. Vše je odhaleno a zároveň sterilní. Přechází mě chuť. Tajemství tkví ve fantazii, odstraňte ji a zbude pouze mrtvé maso. Jen stěží je něco krásnějšího
než žena v dlouhých šatech.
několik návrhů
Občas se dozvídám z dopisů, že jsem největším žijícím světovým spisovatelem. Nějak mě to nebere, protože se domnívám, že abyste jím byli, musí s vámi být něco velmi v nepořádku. Raději bych byl největší světový klátič, hráč kulečníku nebo sázkař.
myslel jsem, že to chutnalo hůř než obvykle
Když jsem popíjel s Jane do dvou do tří do rána a pak se musel hlásit v práci v 5,30, onoho dne se mi svěřil jeden zbožný chlápek, že něco cítí. Poradil jsem mu, aby neškrtal sirkou, mohl bych bouchnout.
vytrvalý jako tarantule
Dokud budou žít lidské bytosti na Zemi, jedinec to bude mít těžké. Chvilky klidu bude stěží hledat.
jejich noc
Svět bohatých v televizi, poléhávají v křesílcích, popíjejí vybraný alkohol, pronášejí zdánlivě filozofické proslovy a neví, co si se sebou mají počít. Mají si jít zaplavat? Zaběhat? Najít si nové milence nebo odkopnout ty staré? Dělat do umění? Dělat to do umělců? Nemusí nic. Jsou jiní.
můj parťák
V New Orleans, kde jsem žil v malém zatuchlém pokojíku a kde to smrdělo smrtí, mi klepávaly na dveře dvě rozpustilé holky a dráždily mne. Věnoval jsem se však lacinému vínu a šílenství a je jsem odháněl. Seznámil jsem se s jedním starcem z vedlejšího pokoje, občas jsem s ním šel na procházku. Kvůli bolesti chodil pomalu, pomáhal jsem mu do schodů, držel jej za pásek. Nikdy se mě neptal, co dělám. Byl to moudrý muž. Ta děvčata měla nechávat vzkazy jemu.
večírek skončil
Po tom všem přichází nádherný moment, sedíš sám a naléváš si sklenici. Bez nich je svět lepším místem.
únik
Zabetonovat se doma, odstřihnout zvonek, odpojit telefon a zašít se na pár dní do postele – to bylo nejlepší. Stejně jako skutečnost, že jsem nikomu nechyběl.
užij si dne
Špinavý neotesanec s nadávkou za každým třetím slovem, primitiv, blb nejhoršího ražení – poté, co vyhrál v loterii, ho ženy nazývají „originálním a zábavným mužem“.
klacky a kamení…
Když spisovatelky naříkají, že nebudou nikdy uznávané, odpovídám jim, ať mi ukáží víc ze svých nohou (což je vše, co mají) – a kvůli této zjevné pravdě mi nadávají do sexistů, jako by to mohlo přinutit stromy, aby přestaly plodit.
co vyjde najevo
Vincent van Gogh si usekl ucho a dal je prostitutce, která ho zahodila. Vane, ničemu kromě malování jsi nerozuměl.
jak se má tvé srdce?
Během všech těch nelehkých chvil a období šílenství jsem pociťoval jistý nenápadný druh vyrovnanosti, jež kompenzovala to, co se dělo, pomáhala během střízlivění, při rvačkách a v nemocnicích. Vidět se v zrcadle, tu smějící se ošklivost – ano, potrhlé. Jak projdeš ohněm ty?
zapomeňte na to
Prožil jsem 7 nebo 8 životů v jednom, měl jsem pořádně nabitý život. Teď jste na řadě vy.